# R. L. Stine's The Haunting Hour
R. L. Stine's The Haunting Hour è una serie televisiva antologica canadese e statunitense creata da R. L. Stine e basata sul film R. L. Stine: I racconti del brivido - Non ci pensare! e sui libri dello stesso Stine The Haunting Hour, Nightmare Hour e Fear Street.
La serie ha debuttato sul canale televisivo statunitense The Hub il 29 ottobre 2010 con una première di due episodi, per poi essere trasmessa regolarmente a partire dal 25 dicembre. L'8 dicembre 2014 è stato confermato da R. L. Stine via Twitter che Discovery Family ha cancellato la serie dopo la quarta stagione.

## Episodi
Come nella precedente serie televisiva basata sui racconti di R. L. Stine Piccoli brividi, ogni episodio presenta un cast diverso alle prese con vicende soprannaturali diverse. La maggior parte delle trame sono molto più scure e spaventose rispetto a quelle della serie precedente, simili ai morality play medievali. In alcuni episodi è invece presente il lieto fine, che li rende simili a quelli della serie Hai paura del buio?.
| Stagione         | Episodi | Prima TV USA |
| ---------------- | ------- | ------------ |
| Prima stagione   | 22      | 2010-2011    |
| Seconda stagione | 18      | 2011-2012    |
| Terza stagione   | 26      | 2012-2013    |
| Quarta stagione  | 10      | 2014-2015    |

## Produzione
Dopo la messa in onda di una prima stagione composta da ventidue episodi, la rete The Hub ha rinnovato la serie per una seconda stagione composta da diciotto episodi, andati in onda dal 1º ottobre 2011 al 4 febbraio 2012. Nel febbraio del 2012 la serie è stata rinnovata anche per una terza stagione, andata in onda dal 13 ottobre 2012 al 9 febbraio 2013. Il 20 marzo 2013 la serie è stata rinnovata anche per una quarta stagione.
L'8 dicembre 2014 è stato confermato da R. L. Stine via Twitter che Discovery Family ha cancellato la serie dopo la quarta stagione.

## Premi e Nomination
| Anno | Premio              | Categoria                                                                                  | Riceventi | Risultato       | Note          |
| ---- | ------------------- | ------------------------------------------------------------------------------------------ | --- | --------------- | ------------- |
| 2012 | Young Artist Awards | Miglior performance in una serie televisiva - Giovane attore guest star di anni 14-17      | Ricardo Hoyos | Candidato/a     | [ 9 ]         |
| 2012 | Young Artist Awards | Miglior performance in una serie televisiva - Giovane attore guest star di anni 11-13      | Baljodh Nagra | Vincitore/trice | [ 9 ]         |
| 2012 | Young Artist Awards | Miglior performance in una serie televisiva - Giovane attore guest star di anni 11-13      | Dakota Goyo | Candidato/a     | [ 9 ]         |
| 2012 | Young Artist Awards | Miglior performance in una serie televisiva - Giovane attore guest star di anni 11-13      | Jason Spevack | Candidato/a     | [ 9 ]         |
| 2012 | Young Artist Awards | Miglior performance in una serie televisiva - Giovane attrice guest star di anni 11-13     | Ava Rebecca Hughes | Candidato/a     | [ 9 ]         |
| 2012 | Young Artist Awards | Miglior performance in una serie televisiva - Giovane attrice guest star di anni 11-13     | Jessica Mcleod | Candidato/a     | [ 9 ]         |
| 2013 | Young Artist Awards | Miglior performance in una serie televisiva - Giovane attore guest star di anni 14-21      | Donnie MacNeil | Candidato/a     | [ 10 ]        |
| 2013 | Young Artist Awards | Miglior performance in una serie televisiva - Giovane attrice guest star di anni 10 o meno | Alissa Skobye | Candidato/a     | [ 10 ]        |
| 2013 | Emmy Awards         | Outstanding Costume Design/Styling                                                         | Farnaz Khaki-Sadigh and Natalie Simon                                                                                      | Vincitore/trice | [ 11 ] [ 12 ] |
| 2013 | Emmy Awards         | Outstanding Hairstyling                                                                    | Trudy Parisien and Cara Doell                                                                                              | Vincitore/trice | [ 11 ] [ 12 ] |
| 2013 | Emmy Awards         | Outstanding Children's Series                                                              | Dan Angel, Billy Brown, Harvey Kahn, Kim Arnott, Jane Stine, Joan Waricha, Charles Lyall and Dawn Knight                   | Vincitore/trice | [ 11 ] [ 12 ] |
| 2014 | Young Artist Awards | Miglior performance in una serie televisiva - Giovane attrice guest star di anni 17-21     | Laine MacNeil | Candidato/a     | [ 13 ]        |
| 2014 | Young Artist Awards | Miglior performance in una serie televisiva - Giovane attrice guest star di anni 11-13     | Rowan Rycroft | Candidato/a     | [ 13 ]        |
| 2014 | Young Artist Awards | Miglior performance in una serie televisiva - Giovane attrice guest star di anni 10 o meno | Jena Skodje | Template:Win    | [ 13 ]        |
| 2014 | Emmy Awards         | Miglior programma per bambini                                                              | Dan Angel, Kim Arnott, Billy Brown, Harvey Kahn, Dawn Knight, Jane Stine, Joan Waricha, Charles Lyall and Oliver De Caigny | Vincitore/trice | [ 14 ] [ 15 ] |
| 2015 | Young Artist Awards | Miglior performance in una serie televisiva - Giovane attrice guest star di anni 11-13     | Olivia Steele-Falconer | Vincitore/trice | [ 16 ]        |
| 2015 | Young Artist Awards | Miglior performance in una serie televisiva - Giovane attore guest star di anni 15-21      | Samuel Patrick Chu | Candidato/a     | [ 16 ]        |